# A Menina Que Matou os Pais: A Confissão
A Menina Que Matou os Pais: A Confissão é um filme de drama policial brasileiro de 2023, dirigido por Mauricio Eça e roteirizado por  Ilana Casoy e Raphael Montes, baseado nos autos do processo do Caso Richthofen. O filme é estrelado por Carla Díaz e Leonardo Bittencourt e trata-se de  uma sequência direta após os acontecimentos dos primeiros filmes, A Menina Que Matou os Pais e O Menino Que Matou Meus Pais, desta vez narrando os fatos através da ótica policial. O elenco conta ainda com as atuações de Bárbara Colen, Allan Souza Lima, Augusto Madeira e Débora Duboc nos demais papéis centrais.
A Menina Que Matou os Pais: A Confissão teve sua estreia nacional em 27 de outubro de 2023 pela Amazon Prime Video. Produzido pela Santa Rita Filmes em coprodução com a Galeria Distribuidora e o Grupo Telefilms, o filme é o terceiro e último filme da trilogia que conta a história sobre o Caso Richthofen. O filme foi recebido com avaliações mistas por parte da crítica especializada, que elogiou a desumanização de Suzane e a atuação de Carla Díaz, no entanto foi considerado superficial para finalizar a trilogia do true crime.

## Enredo
Em uma sequência direta aos acontecimentos dos primeiros filmes, acompanhamos os dias após o crime até a revelação de que Suzane, foi de fato a responsável por planejar o assassinato dos pais, executado pelo namorado da então estudante, Daniel Cravinhos e o irmão dele, Cristian.

## Elenco
- Carla Diaz como Suzane von Richthofen[7][8]
- Leonardo Bittencourt como Daniel Cravinhos
- Allan Souza Lima como Cristian Cravinhos
- Bárbara Colen como Delegada Heloísa
- Che Moais como Carlão
- Augusto Madeira como Astrogildo Cravinhos
- Débora Duboc como Nadja Cravinhos
- Arthur Kohl como Delegado Márcio
- Kauan Ceglio como Andreas von Richthofen
- Marcelo Várzea como Juiz Anderson
- Gabi Lopes como Carol
- Daniel Alvim como Tio Miguel
- Adriano Bolshi como Perito Salada
- Rodrigo Fernandes como Delegado Aldo
- Fernanda Marques como Letícia
- Arianne Botelho como Kiki
- Rachel Rennhack como Dra. Flávia

## Produção
O terceiro filme da trilogia preserva a maior parte do elenco e conta com o retorno do diretor Mauricio Eça. Em 2021, A Menina que Matou os Pais e O Menino que Matou Meus Pais foram lançados simultaneamente, apresentando diferentes perspectivas da história contadas pelos próprios autores. Concluindo a trilogia, o filme mais uma vez adapta o livro "Casos de Família - Arquivos Richthofen", de Ilana Casoy, com roteiro escrito em colaboração com Raphael Montes. Carla Díaz, interpretando Suzane, Leonardo Bittencourt como Daniel Cravinhos, e Allan Souza Lima no papel de Cristian Cravinhos retornam ao elenco do terceiro filme. Ao elenco principal foi convidada a Bárbara Colen, que interpreta a delegada Helena.
Um dos principais focos da produção é investigar a personalidade de Suzane; no entanto, o título sugere uma atenção especial ao ponto de vista de Daniel Cravinhos, retratando a filha dos Richthofen com a mesma vilania apresentada em A Menina Que Matou os Pais. Apesar de Suzane ser culpada de um crime chocante, sua construção no filme é superficial e unidimensional. As gravações do filme foram concluídas em 12 de setembro de 2022.
Em uma entrevista Aventuras na História, a atriz Carla Díaz abordou o roteiro e as gravações dos filmes. Quando questionada sobre as diferenças em sua atuação nos dois primeiros filmes em comparação com o terceiro, Carla explicou que, devido ao "desenrolar da investigação", o roteiro do terceiro filme foi "mais denso" em relação aos anteriores. Ela destacou a principal distinção no roteiro, observando que os dois primeiros apresentavam duas versões distintas do mesmo caso, enquanto o terceiro focava no desenvolvimento da investigação. A atriz enfatizou que todos os filmes foram baseados nos autos do processo e destacou o desafio intenso enfrentado em cada um deles. Concluindo, Carla expressou seu respeito pelo projeto, ressaltando a atmosfera densa e as cenas desafiadoras do último filme.

## Lançamento
O filme lançado diretamente no streaming da Amazon Prime Video em 27 de outubro de 2023, sendo disponibilizado simultaneamente em diversos territórios.

## Recepção

### Resposta da crítica

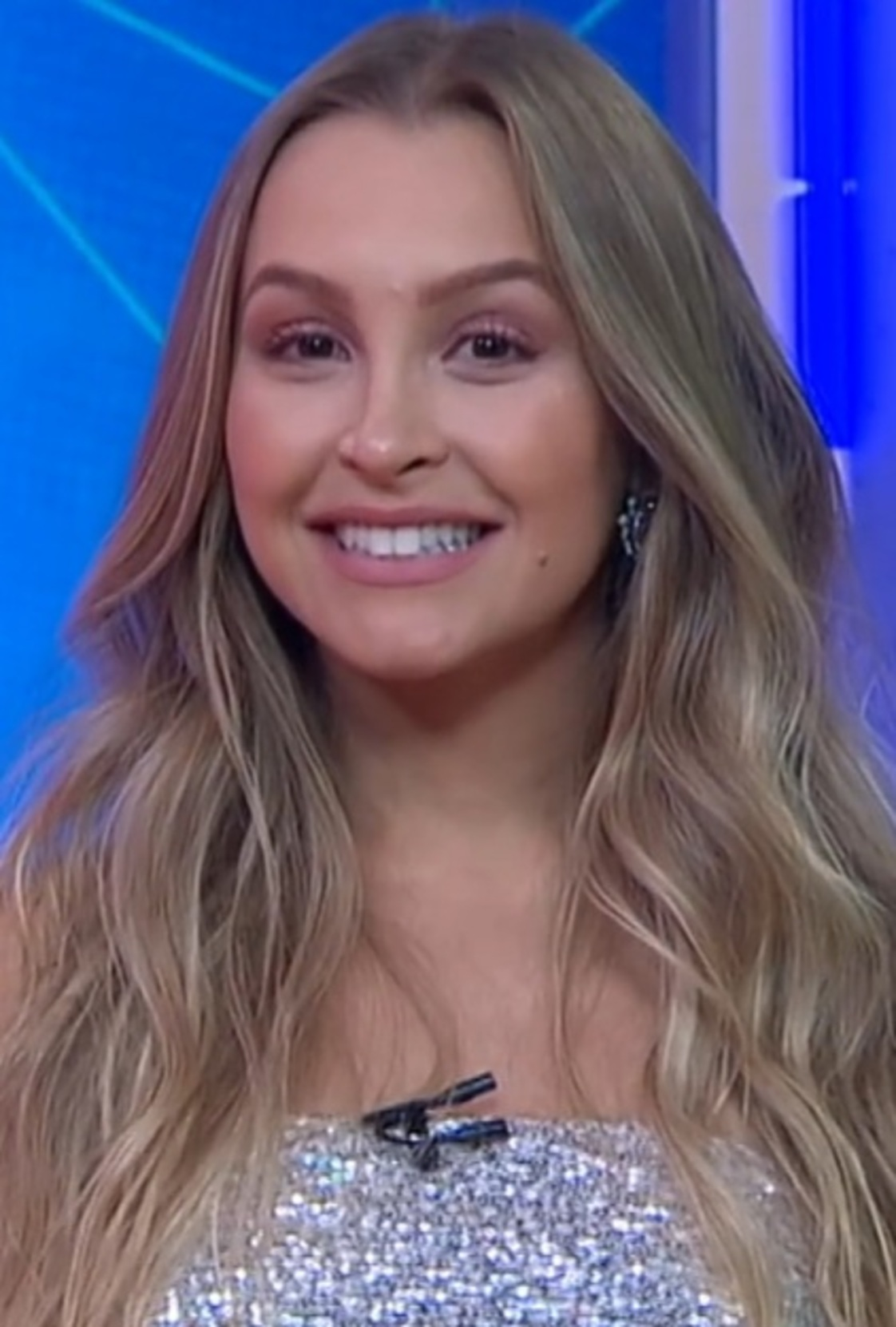
A atuação de Carla Díaz gerou repercussão na crítica especializada, que dividiu opiniões.

A Menina Que Matou os Pais: A Confissão teve uma recepção mista pelos críticos de cinema. A performance do elenco foi o ponto mais elogiado do filme, sobretudo a de Carla Díaz no papel da protagonista. Ao jornal Metrópoles, Juliana Barbosa escreveu que Díaz "nunca esteve tão bem em uma produção" como no filme. Barbosa ainda escreve que, ao contrário de outras produções de true crime, o filme de Mauricio Eça opta por não humanizar a garota responsável pelo planejamento do brutal assassinato de seus próprios pais, Manfred e Marisia Richthofen. Ao contrário da abordagem adotada pela Netflix em Dahmer: Um Canibal Americano, o filme retrata Suzane de maneira repulsiva, sem conceder qualquer traço de humanidade à protagonista.
Flávio Pinto, do website Omelete, avaliou o filme negativamente. Segundo o crítico, o terceiro filme sobre o assassinato dos Richthofen aborda a reconstituição do crime de forma sensacionalista e anedótica, sem aprofundar significativamente a exploração dos personagens. Suzane, ora retratada de maneira quase diabólica, ora como vítima, não permite uma compreensão coesa de sua complexidade. A tentativa de humanizá-la através de recursos visuais é obscurecida pela falta de espaço no roteiro para explorar o fluxo de consciência dos personagens. A atuação de Leonardo Bittencourt como Daniel transmite de forma convincente sua parcela de culpa, enquanto Carla Diaz, como Suzane, é descrita como quase uma Norma Desmond da classe alta paulistana, caracterizada por um olhar vazio e delírios de grandeza. No contexto do gênero true crime, o filme perde a oportunidade de aprofundar a investigação e os pontos cruciais do inquérito que levaram à prisão do trio, deixando a tão esperada confissão comprimida nos momentos finais.
Hiccaro Rodrigues, do Estação Nerd, escreveu que o filme é o "encerramento satisfatório de um true crime nacional que não deixa a desejar em nada quando comparado com produções americanas do gênero. Com mais uma atuação épica de Carla Díaz e com um elenco inspirado, o filme chega no Prime Video para fazer a alegria dos fãs do gênero". Já André Melo, do website Canaltech, fez críticas ao desempenho dos atores principais dizendo que o elenco, que inclui nomes como Bárbara Colen e Che Moais, que se destacam pelo desempenho competente, mas ao focalizar o trio principal, há uma disparidade significativa. Enquanto Allan Souza Lima apresenta cenas convincentes, especialmente quando a pressão policial se intensifica sobre os culpados, Leonardo Bittencourt e Carla Díaz protagonizam momentos que parecem saídos de uma peça de teatro escolar. Em uma cena específica em que tentam forjar provas, o diálogo é fraco, a interação parece pouco convincente e mais adequada a uma produção escolar do ensino médio do que ao profissionalismo esperado de dois atores. Embora haja momentos em que conseguem se destacar, a inconsistência geral faz com que os aspectos negativos eclipsam os positivos.